# Helicodontiadelphus australiensis
Helicodontiadelphus australiensis är en bladmossart som beskrevs av Hugh Neville Dixon 1936. Helicodontiadelphus australiensis ingår i släktet Helicodontiadelphus, klassen egentliga bladmossor, divisionen bladmossor och riket växter. Inga underarter finns listade i Catalogue of Life.